# Borrell de Vic
Borrell fou bisbe de Vic entre els anys 1010 i 1017 data en què morí. Borrell era afí als comtes de Barcelona, amb els que apareix signant diversos documents. S'ha postulat que la seva elecció, en substitució d'Arnulf, suposà un canvi de les afinitats polítiques del bisbat passant d'un control tradicional dels Cardona sobre la casa comtal de Barcelona esdevenint el bisbat de Vic un contrapoder enfront als vescomtes d'Osona.
Borrell fou elegit com a bisbe mesos després de la campanya a Còrdova durant la qual hi moriren, entre altres destacats prohoms, els bisbes de Vic, Barcelona i Girona. Mort Arnulf el diaca Borrell fou elegit per aclamació pel poble i clero, davant del comte Ramon Borrell i el Bisbe d'Urgell Sal·la l'1 d'octubre de l'any 1010. Borrell consta donant el consentiment per a la restauració de la canònica aquisgranesa a l'església d'Urgell pel seu bisbe Sant Ermengol d'Urgell el dia 18 de novembre del 1010.
Villanueva està gairebé convençut que Borrell era fill d'Ingrilrada i que posseí l'abadia de Sant Fèlix de Girona, junt amb Borrell. Aquest fet documenta Villanueva, és fruit d'una confirmació del respecte a les propietats de Borrell que apareix com a bisbe, de les possessions per part del bisbe Pere (de Girona segons Villanueva) datat molt probablement de l'any 1013.
Morí Borrell a Girona quan en trànsit per l'assistència a un concili a Narbona l'any 1017. Consta en un necrologi la data del seu enterrament amb les paraules: VI. Kal Martii obiit domnus Borrellus episcopus venerandae memoriae : sepultus est in cripta subtus ecclesiam Sancti Michaëlis. Sobre el terme „església“ Villanueva suposa que es tracta d'un error i que correspondria a la capella de Sant Miquel de la Catedral de Vic.